# Rougé
Rougé (Ruzieg in lingua bretone) è un comune francese di 2 314 abitanti situato nel dipartimento della Loira Atlantica nella regione dei Paesi della Loira.

## Società

### Evoluzione demografica
Abitanti censiti